# Cyrille Oulianov
Pour les articles homonymes, voir Oulianov.
Cyrille Oulianov (en russe : Уланов, Кирилл), né au XVIIe siècle et mort en 1731, est un peintre d'icône russe originaire de Kostroma ou de Iourievets-Povoslki. 
Maître du Palais des armures à Moscou à partir de 1688.

## Biographie
Cyrille Oulianov réalise de nombreuses icônes pour la mère de Pierre Ier le Grand, la tsarine Natalia Narychkina, et pour la cathédrale de la Dormition de Moscou et d'autres églises.
En 1700, il repeint entièrement Le Sauveur à la riza d'or, une icône byzantine du XIe siècle.
En 1709, il se retire au monastère Krivoezerski près d'Iourievets en aval de Kostroma sur la Volga (monastère dont Isaac Levitan a immortalisé l'image en 1890 sur sa toile Monastère silencieux). Il y prend le nom de Kornili.

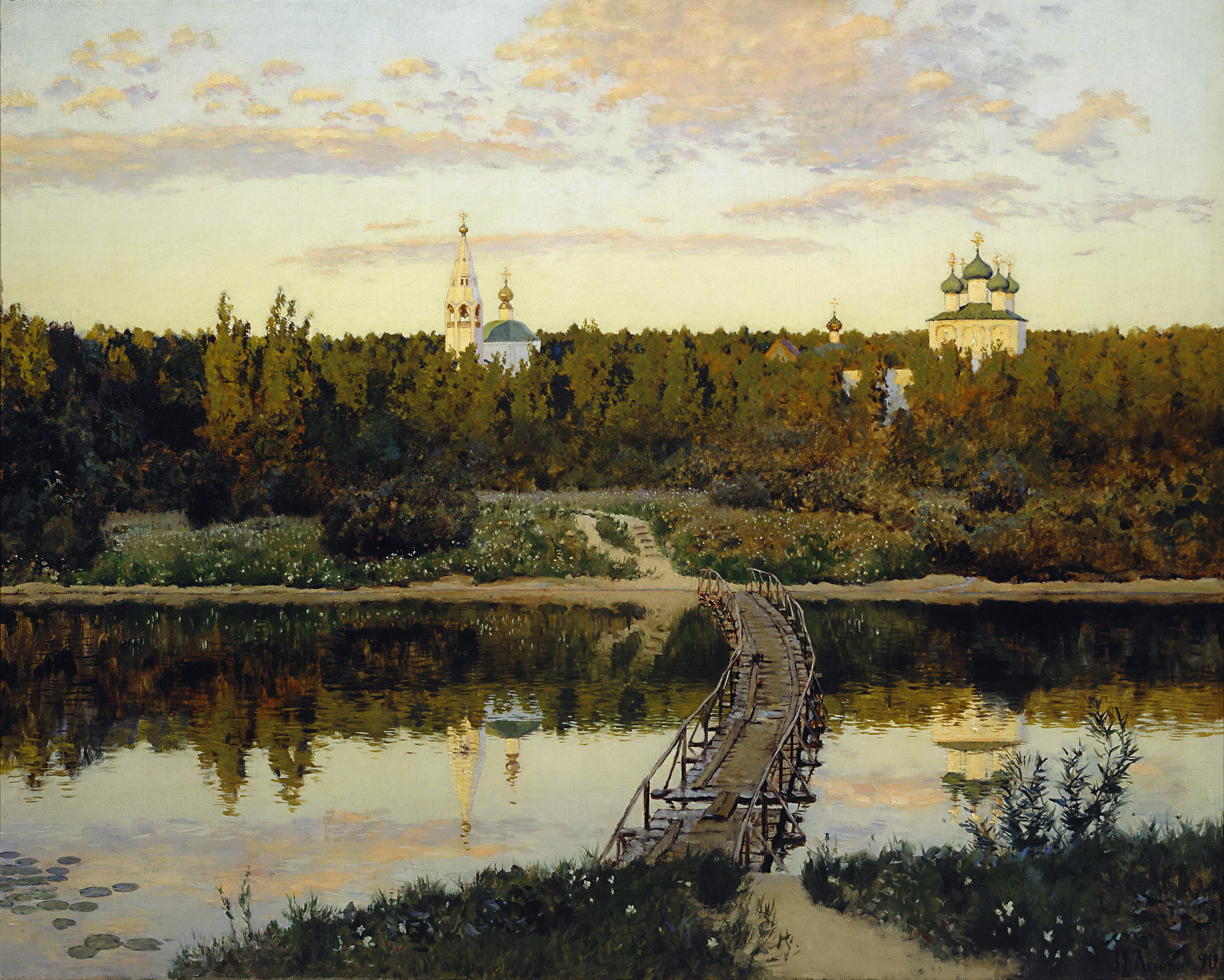
Le Monastère silencieux à Krivoezerski  (Isaac Levitan)
Le Sauveur à la riza d'or icône du XIe s. repeinte par Oulianov en 1700